# 別曽池信号場
別曽池信号場（べっそういけしんごうじょう）は、愛知県知多郡武豊町大字冨貴字深谷の、名鉄知多新線上に設置されている信号場である。

## 概要
配線は一線スルーとなっており、列車交換に用いられる。北側が直線の一線スルー構造となっているが、交換を行う場合は、どちらが先に入線していても基本的に左側通行である。この構造は豊川線の諏訪新道信号場と同じである。
信号場設置当初は、現在とは逆に南側が直線の一線スルー構造となっていた。知多新線の複線化用スペースを使って、行き違い用線路を追加した信号所なので、知多新線着工時から用地は確保されていた。

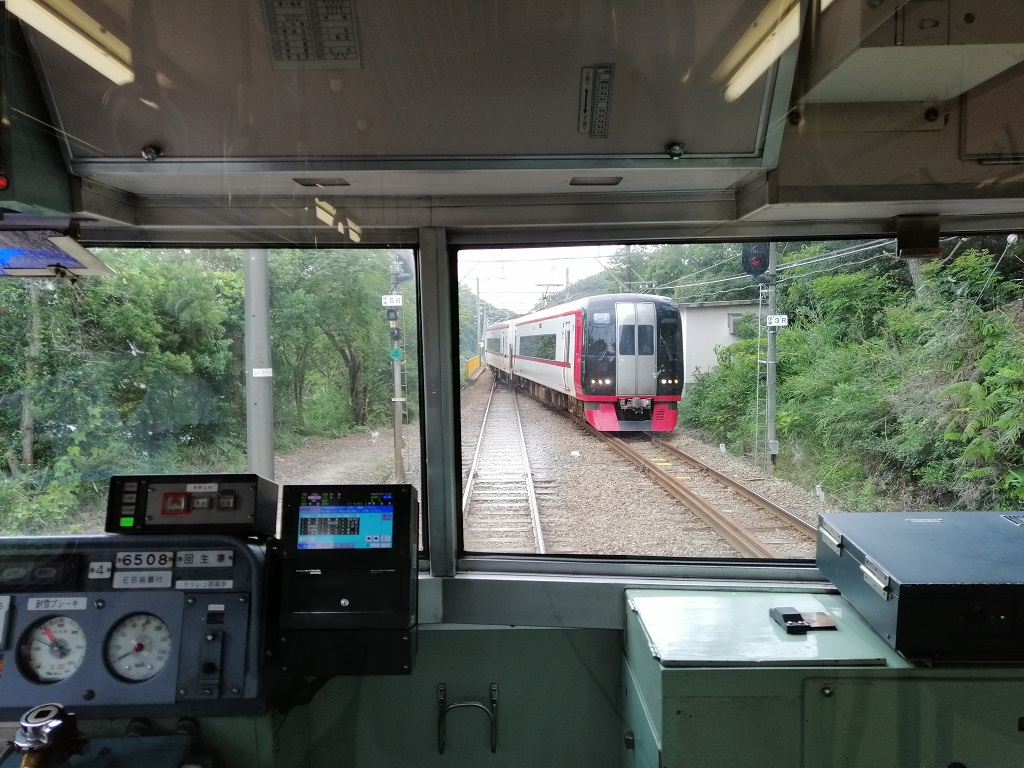
列車交換の様子（2020年7月、列車内の運転席後方より）

### 配線図
| ← 富貴方面 | 別曽池信号場 構内配線略図 | → 内海方面 |
| 凡例 出典: |                           |            |

## 歴史
- 1986年（昭和61年）3月18日：信号場新設。

## 周辺
山間部となっている。富貴駅側から来た場合南知多道路をオーバーパスしてすぐの場所にあり、上野間駅寄りにトンネルがある。トンネルを越えた辺りから上野間駅に到着する少し手前まで、常滑市を通過する。
信号場名の由来となっている別曽池は北東方向へ400mの所に位置する。
別曽池および周辺の公園、地名の別曽の読みはべっそである。

## 隣の施設
名古屋鉄道
KC 知多新線
富貴駅 - 別曽池信号場 - 上野間駅